# فانريس (كاليفورنيا)
فانريس (بالإنجليزية: Vanris, California)‏ هي منطقة سكنية تقع في الولايات المتحدة في مقاطعة فريسنو، كاليفورنيا.  يقدر عدد سكانها   وترتفع عن سطح البحر 103 متر.